# Veurse Werkplaatsen
De Veurse Werkplaatsen was van 1947 tot 1951 een keramiekwerkplaats in de Nederlandse plaats Leidschendam. De pottenbakkerij is vernoemd naar de voormalige gemeente Veur.